# Wochenblick
Der Wochenblick war eine FPÖ-nahe, rechtsextreme regionale Wochenzeitung in Oberösterreich und eine Online-Zeitung. Sie wurde für die Verbreitung von Falschmeldungen und Verschwörungstheorien kritisiert.

## Geschichte
Die Zeitung wurde im März 2016 gegründet. In den ersten Wochen wurde sie gratis in Linz und Wels auf der Straße verteilt. Medieninhaber (Verleger) und Hersteller war die Medien24 GmbH mit Sitz in Brunnenthal. Eigentümer war als 100-%-Gesellschafter die Emotion Media GmbH. Erster Chefredakteur war Kurt Guggenbichler, der vorher 25 Jahre bei den Oberösterreichischen Nachrichten tätig war. Am 4. Mai 2018 löste ihn Christian Seibert ab. Diese Stelle hatte er bis März 2020 inne, es folgte Elsa Mittmannsgruber nach. Am 31. Januar 2022 wurde Bernadette Conrads als neue und aktuelle Chefredakteurin vorgestellt. Geschäftsführer war Norbert Geroldinger. Im Dezember 2022 gab Geroldinger bekannt, dass der Wochenblick seine Berichterstattung aus finanziellen Gründen einstellt.

## Angebot und Reichweite
Neben der jeden Donnerstag erscheinenden Printausgabe betrieb das Medium auch ein tagesaktuelles Online-Portal. In unregelmäßigen Abständen wurden Themenhefte unter dem Namen Wochenblick Spezialmagazin veröffentlicht, von dem mit Stand 21. September 2021 acht Ausgaben existierten. Im August 2019 ergänzte das Medium sein Portfolio außerdem um das  Videoportal Wochenblick TV, auf dem mehrmals pro Woche Inhalte erschienen, neben Meinungsbeiträgen von Redakteuren auch Live-Diskussionsrunden. Als Alternative zum herkömmlichen Abonnement konnten Leser zudem Mitglieder im sogenannten Wochenblick-Club werden, welcher Ermäßigungen auf Veranstaltungen des Blattes versprach. Auch Förder-Abonnements wurden angeboten.
Laut dem Social-Media-Analyse-Tool Storyclash stand der Wochenblick im November 2019 auf Platz 15 der wichtigsten Medien auf Facebook, Instagram, Twitter und YouTube. Mehr als die Hälfte der Onlinenutzer des Mediums kamen im Dezember 2019 aus Deutschland. Diese Reichweite konnte es weiter ausbauen: Im Mai 2021 befand sich der Wochenblick laut Storyclash auf Platz 4 der österreichischen Medienseiten nach Social-Media-Interaktionen. Nach Angaben des Blattes war man im Laufe jenes Jahres „zeitweise das reichweitenstärkste Medium aus Oberösterreich“.

## Selbstverständnis
Als redaktionelle Linie gab Wochenblick an, „Informationen, Nachrichten, Berichte und Reportagen“ für Oberösterreich zu produzieren. Man bekenne sich „zur journalistischen Ethik und Freiheit, zur pluralistischen Meinungsvielfalt und Biodiversität, zu Heimat- und Menschenrechten, Demokratie und Österreich“.

## Kritik und öffentliche Wahrnehmung
Der Zeitung wurde von der linksliberalen Wochenzeitung Falter ein enges Verhältnis zur FPÖ nachgesagt, unter anderem soll der Wochenblick durch sie mitfinanziert worden sein. Beide Seiten dementierten eine Verbindung. In der Vergangenheit wurde weiters kolportiert, dass Redakteure des Wochenblick für FPÖ-Organisationen tätig gewesen sein sollen. Die FPÖ Niederösterreich überwies kurz vor der Insolvenz 30.000 Euro an das Medium.
Das Dokumentationsarchiv des österreichischen Widerstandes bezeichnete den Wochenblick als „Desinformationsprojekt am rechten Rand“. Laut Falter soll der Wochenblick regelmäßig rechte Verschwörungstheorien und Meme publiziert haben. Die Ruhr Nachrichten erhoben zudem den Vorwurf, der Wochenblick habe die Berichterstattung über die Silvesternacht 2016/17 in Dortmund verfälscht wiedergegeben.
Im März 2018 wurde der Wochenblick wegen übler Nachrede zur Zahlung von 3000 Euro verurteilt. Das Urteil wurde im Juli 2018 vom Landesgericht Linz bestätigt. Im selben Gerichtsverfahren wurde bekannt, dass der Wochenblick rund 850.000 Euro im Jahr von unbekannten Geldgebern erhalten habe. Dieses Sponsoring sei laut dessen Geschäftsführung auch so zu verstehen, dass für gewisse Leute recherchiert und geschrieben wurde, wenn diese einen besonderen Wunsch gehabt hätten. Die Unabhängigkeit des Blattes sahen die Verantwortlichen dadurch allerdings nicht kompromittiert.
Die Zeitung wurde vom Österreichischen Presserat mehrfach wegen ihrer Berichterstattung gerügt, unter anderem im Bezug zu Artikeln über Flüchtlinge, österreichische Innenpolitik oder kolportierte Folgen der Corona-Maßnahmenpolitik. Mehrfach befasste sich auch das Faktencheckerportal Correctiv mit der Berichterstattung des Wochenblick, zuletzt in einer Analyse zur Rezeption des Ukraine-Kriegs, in der man das Medium bezichtigte, Zusammenhänge mit Verschwörungstheorien zum Great Reset herzustellen. Correctiv sah beim Wochenblick im Vorfeld der deutschen Bundestagswahl 2021 eine Kampagnenfähigkeit, indem es „reißerische bis hetzende Artikel über die Grünen und deren Spitzenkandidatin für die Bundestagswahl, Annalena Baerbock“, veröffentlichte, um damit Einfluss auf die deutsche Politik zu nehmen.
Das österreichische Verkehrsministerium – seinerzeit geführt von Norbert Hofer (FPÖ) – schaltete mehrfach Annoncen im Wochenblick über Maßnahmen des Ministeriums, was von der SPÖ kritisiert wurde. Als Inseratschaltungen in rechten Medien nach dem Ende der FPÖ-Regierungsbeteiligung wieder in den medialen Fokus gerieten, kritisierte der damalige FPÖ-Generalsekretär Christian Hafenecker deren Thematisierung als „neuerlich zum Scheitern verurteilten Anpatzversuch“, die Summen seien zudem „nicht überbordend“ gewesen.
In einer Recherche über sogenannte Alternativmedien aus Oberösterreich kam Der Standard im Juni 2022 zum Schluss, dass sich dort in Form von Wochenblick, AUF1 und Report24 ein „rechter Propagandacluster“ gebildet habe, der unter anderem „russische Propaganda“ verbreite und „über eine beachtliche Online-Reichweite in Österreich und Deutschland“ verfüge. Laut der Rechtsextremismusforscherin Bianca Kämpf vom Dokumentationsarchiv des österreichischen Widerstands (DÖW) eint alle drei Medien „ihr exzessives Verbreiten von Desinformation und Verschwörungsnarrativen“.

## Ende
Besonders während der Corona-Pandemie stiegen die Werbeeinnahmen der Online-Zeitung durch Google-Ads stark an. Monatlich wurden bis zu 25.000 Euro eingenommen. 2022 schränkten Google und Paypal jedoch die Zusammenarbeit ein, da die politische Ausrichtung nicht mit den Richtlinien von Google vereinbar waren. Ab 2023 konnte keine Ausgabe mehr gedruckt werden, da keine Druckerei dazu zur Verfügung stand.